# Kvitskriuprestene
Kvitskriuprestene – formacja 6 metrowych kolumn, pochodzenia naturalnego, powstałych przez erozję materiału moreny lodowca, położona w gminie Sel w Norwegii. Kolumny są naturalnie chronione przed rozmyciem przez kamienie pokrywowe. Nazwa Kvitskriuprestene oznacza Biali Księża.